# Fluchthorn (Penninska alperna)
Fluchthorn är en bergstopp i Schweiz.   Den ligger i distriktet Visp och kantonen Valais, i den södra delen av landet, 110 km söder om huvudstaden Bern. Toppen på Fluchthorn är 3 795 meter över havet, eller 78 meter över den omgivande terrängen. Bredden vid basen är 0,31 km.
Terrängen runt Fluchthorn är huvudsakligen mycket bergig. Närmaste större samhälle är Zermatt, 12,7 km väster om Fluchthorn. 
Trakten runt Fluchthorn består i huvudsak av gräsmarker. Runt Fluchthorn är det glesbefolkat, med 8 invånare per kvadratkilometer.